# Lahamu
Lahamu,  tudi Lakamu, Lahos in Lumasi,  ali asiro-akadsko Lamassu, je bila prvorojenka Abzuja in Tiamat v akadski mitologiji. Z bratom Lahmujem sta bila starša Anšarja in Kišar, ta pa sta bila starša vseh bogov mezopotamskega panteona. 
Lahamu so včasih upodabljali kot kačo, včasih pa kot žensko z rdečo opasnico in šestimi kodri na glavi. Lahamu in brat Lahmu naj bi predstavljala mulj na morskem dnu, bolj verjetno  pa sta predstavljala zodiak, starševske zvezde in ozvezdja.

## Sklica
1. ↑  Hewitt, J.F. History and Chronology of the Myth-Making Age. str. 85.
2. ↑   W. King, Leonard. Enuma Elish Vol 1 & 2: The Seven Tablets of Creation; The Babylonian and Assyrian Legends Concerning the Creation of the World and of Mankind. str. 78.

## Vir
- Michael Jordan. Encyclopedia of Gods. Kyle Cathie Limited, 2002.